# 小行星7168
小行星7168是一颗围绕太阳公转的小行星。1986年8月28日，亨利·德波鸿诺在拉西拉天文台发现了此天体。
这颗小行星的绝对星等为232.4553944706999等。